# 蒋伟烈

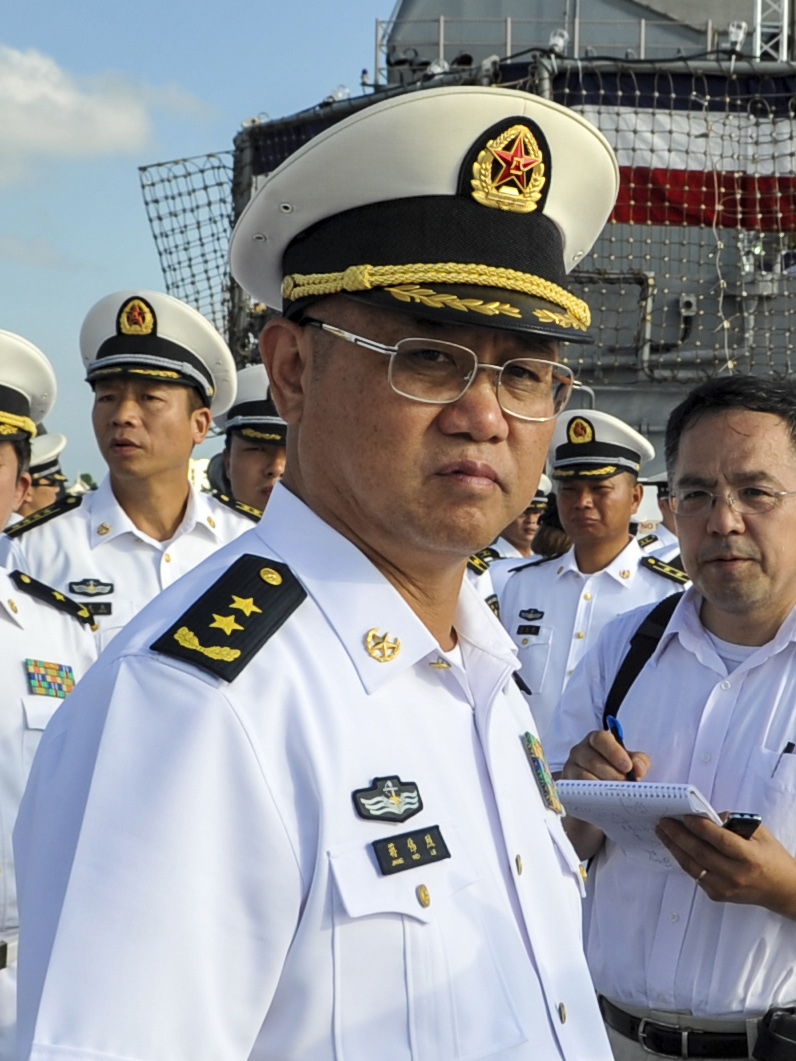
2013年

蒋伟烈（1955年—），江苏武进人，中国人民解放军海军中将。中国共产党第十八届中央委员会候补委员。

## 生平
曾任东海舰队上海保障基地副司令员，2004年任海军指挥学院副院长，2005年任东海舰队舟山基地副司令员、作战支援第2支队支队长，2007年任北海舰队下属的海军旅顺保障基地司令员，2008年晋升海军少将，并出任东海舰队参谋长。
2010年，接替苏支前，担任南海舰队司令员，2012年，晋升为中将军衔。2014年12月任海军副司令员。2017年4月，不再担任海军副司令员。